# Singe du Grand Garde
Le Singe du Grand Garde est une sculpture située sur la Grand-Place de la ville de Mons.

## Création
La première citation du singe date de 1843, mais il existait probablement déjà depuis longtemps. Nous ne connaissons pas exactement sa date de création, mais elle pourrait remonter au XVe siècle selon des analyses de l'Université de Mons.

## Symbolique
C'est une des statues les plus connues de Mons, et la tradition est de caresser la tête du singe avec la main gauche (c'est considéré comme porte bonheur).